# Buchenroedera jacottetii
Buchenroedera jacottetii là một loài thực vật có hoa trong họ Đậu. Loài này được Schinz mô tả khoa học đầu tiên.